# Louňovice pod Blaníkem
Ne doit pas être confondu avec Louňovice.
Louňovice pod Blaníkem (en allemand : Launowitz) est un bourg (městys) du district de Benešov, dans la région de Bohême-Centrale, en République tchèque. Sa population s'élevait à 658 habitants en 2020.

## Géographie
Louňovice pod Blaníkem se trouve à 9 km au sud-sud-ouest de Vlašim, à 20 km au sud-est de Benešov et à 57 km au sud-est de Prague.
La commune est limitée par Veliš, Ostrov et Kondrac au nord, par Pravonín à l'est, par Načeradec et Kamberk au sud, et par Zvěstov à l'ouest.

## Histoire
La première mention écrite de la localité date de 1252.
La ville est le lieu de naissance - le 16 octobre 1679 - du compositeur Jan Dismas Zelenka.

## Administration
La commune se compose de cinq quartiers :
- Louňovice pod Blaníkem
- Býkovice
- Mrkvová Lhota
- Rejkovice
- Světlá